# المقطوعة الحالمة رقم 48 (شوبان)

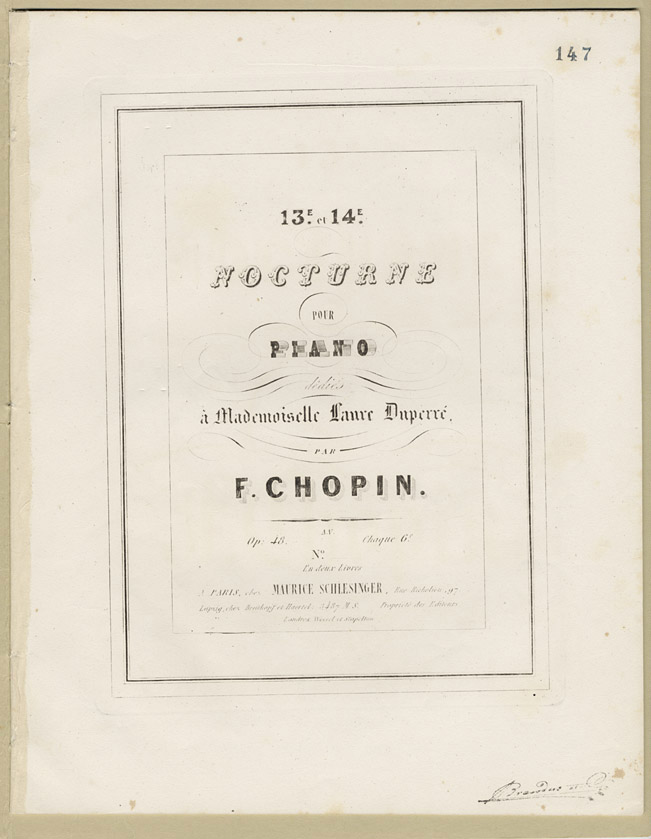
غلاف المقطوعة الحالمة Op.48

تتكون المقطوعة الحالمة Op.48 من مقطوعتين من تأليف فريدريك شوبان سنة 1841  ونُشرت سنة 1842، وتم اهدائهما إلى لور دوبري. باع شوبان حقوق التأليف والنشر للمقطوعتين بـ 2000 فرنك مع عدة مقطوعات أخرى.
علق جوستاف بارث من جهة أخرى على أن مقطوعات شوبان الحالمة تستمر في «التطور» مقارنة مع مقطوعات جون فيلد الحالمة التي كان لها السبق، على الرغم من ان التحسينات تركز على «الجانب التفني في أغلب الوقت». ويشعر عازف البيانو ديفيد دوبال من جهة أخرى ان المقطوعتين «يمكن وصفهما بشكل ادق كأغنية راقصة بشكل مصغر».

## المقطوعة الحالمة C minor, Op. 48, No. 1
تم تصنيف المقطوعة الحالمة C minor, Op. 48, No. 1 على انها واحدة من أكثر المقطوعات العاطفية لشوبان، حيث قال ثيودور كولاك عن المقطوعة «النموذج والمحتوى الشاعري لهذه المقطوعة الحالمة أهم ما قام شوبان بتأليفه؛ فكرة القطعة الرئيسية تعبير متقن عن حزن شديد عظيم». وصف جان كليتشينسكي المقطوعة «شاملة وتفرض قوتها الحركية المتوسطة، رحلة أكثر عمقاً من المقطوعات الحالمة الأخرى». بعض النقاد الموسيقيين، بمن فيهم تشارلز ويليبي وفريدريك نيكس، لا يعتقدون أن القطعة تستحق شهرتها ومكانتها؛ على الرغم من أن جيمس هونيكر يوافق على هذا التقييم، فإنه يلاحظ أن هذه المقطوعة «أنبل مقطوعة حالمة على الإطلاق». وجد جيمس فريسكين أن الموسيقى لديها «الإيقاع الموسيقي الأكثر قوة وفعالية مقارنة مع المقطوعات الحاملة الأخرى،» مشيراً إلى ان الإيقاع والأوكتافات «شبيهة بالليسزيتية».
يلاحظ جيم سامسون ان المقطوعة تشتد حدة «ليس من خلال الزخرفة، ولكن من إحساس جديد.» وعلق كليتزينسكي بأن الجزء الأوسط «هو حكاية حزن عظيمة رُويت بشكل جياش؛ من خلال الضرب على الوتر الواحد الذي يجلب شعاع من الامل؛ عديم القوة في سعيه لتهدئة الروح الجريحة، بل يرسل إلى السماء بكاء من معاناة عميقة». يرى سامسون ان «النهاية 'قفلية' تتجلى بوضوح في النوتات الأخيرة».

## المقطوعة الحالمة F-sharp minor, Op. 48, No. 2
عندما تبدء المقطوعة في ضبط الاجواء، تبدء قوة لحن الـ F sharp minor في البروز، حيث يكون الانطباع على أنها ستستمر إلى الأبد. حيث علق أندريه جيد «الشيء الفاخر في فن شوبان هو تميزه المثير للإعجاب عن الآخرين. في الجزء حيث تستمر القطعة بدون توقف، أمر لا يمكن تفسيره، اللإنتقال الغير المحسوس من لحن لآخر، يترك أو يعطي لعدد من تأليفاته المظهر السلس للتيار».